# Serica similis
Serica similis är en skalbaggsart som beskrevs av Lewis 1895. Serica similis ingår i släktet Serica och familjen Melolonthidae. Inga underarter finns listade i Catalogue of Life.